# Inégalité de Hilbert
L'inégalité de Hilbert est une inégalité classique en analyse, Elle remonte à un article du mathématicien allemand David Hilbert de 1888 et donne une majoration de certaines sommes doubles de nombres réels positifs. L'inégalité de Hilbert a été raffinée, généralisée et modifiée par de nombreux auteurs. Enfin, Hermann Weyl — par exemple dans sa thèse de habilitation  Singuläre Integralgleichungen mit besonderer Berücksichtigung des Fourierschen Integraltheorems de 1908 — et en particulier Godfrey Harold Hardy ont effectué des recherches approfondies.

## Énoncés

### Suite de nombres réels
Un premier énoncé concerne des suites de nombres réels positifs. Il est le suivant : 
Hilbert (1) — Soient {\displaystyle a_{0},\dots ,a_{n}} des nombres réels positifs ; alors
{\displaystyle \sum _{i=0}^{n}{\sum _{j=0}^{n}{\frac {a_{i}a_{j}}{i+j+1}}}\leq \pi \cdot \sum _{i=0}^{n}{{a_{i}}^{2}}.}
De fait, Hilbert a prouvé cette formule avec un facteur {\displaystyle 2\pi } ; le facteur {\displaystyle \pi } est dû à son élève Issai Schur. Le facteur {\displaystyle \pi } a été lui-même remplacé par {\displaystyle (n+1)\sin(\pi /(n+1)} dans un article de H. Frazer de 1946. 
D. V. Widder a donné la précision supplémentaire :
Hilbert (1') — 
{\displaystyle \sum _{i=0}^{n}{\sum _{j=0}^{n}{\frac {a_{i}a_{j}}{i+j+1}}}\leq \pi \cdot \sum _{i=0}^{n}{\sum _{j=0}^{n}{{\frac {(i+j)!}{i!j!}}{\frac {a_{i}a_{j}}{2^{i+j+1}}}}}}

### Suite double
Une deuxième série d'énoncés concerne des suites doubles ; voici la formulation donnée dans l'Encyclopædia of Mathematics :
Hilbert (2) — On a :
{\displaystyle \sum _{m=1}^{\infty }\sum _{n=1}^{\infty }{\frac {a_{n}b_{m}}{n+m}}<\ {\frac {\pi }{\sin(\pi /p)}}\left(\sum _{n=1}^{\infty }a_{n}^{p}\right)^{1/p}\left(\sum _{m=1}^{\infty }b_{m}^{q}\right)^{1/q},}
avec {\displaystyle p>1,\ \ q={\frac {p}{p-1}},\ \ {\frac {1}{p}}+{\frac {1}{q}}=1,\ \ a_{n},b_{m}\geq 0,}.
Fu Cheng Hsiang a démontré l'inégalité suivante pour des suite de nombres réels positifs :
Hilbert (2') — 
{\displaystyle \sum _{i=0}^{n}{\sum _{j=0}^{n}{\frac {a_{i}b_{j}}{2i+2j+1}}}\leq (n+1)\cdot \sin {\frac {\pi }{2(n+1)}}\cdot \left(\sum _{i=0}^{n}{{a_{i}}^{2}}\right)^{\frac {1}{2}}\cdot \left(\sum _{j=0}^{n}{{b_{j}}^{2}}\right)^{\frac {1}{2}}}

### Suite de nombres complexes
Une deuxième série d'énoncés concerne des suites de nombres complexes. 
L'inégalité  de Hilbert est la suivante, d'après Steele :
Hilbert (3) — Soit {\displaystyle (u_{m})}
une suite de nombres complexes : si la suite est infinie, on la supose de carré sommable  ({\displaystyle \sum _{m}|u_{m}|^{2}<\infty }).
Alors
{\displaystyle \left|\sum _{r\neq s}{\dfrac {u_{r}{\overline {u_{s}}}}{r-s}}\right|\leq \pi \displaystyle \sum _{r}|u_{r}|^{2}.}
Pour une suite double, on a :
Hilbert (3') — Soient {\displaystyle a_{0},\dots ,a_{n},b_{0},\dots b_{n}} des nombres complexes. Alors
{\displaystyle {\Bigg |}\sum _{k,j=0}^{n}{\frac {a_{k}{\overline {b_{j}}}}{1+j+k}}{\Bigg |}\leq \pi {\sqrt {\sum _{p=0}^{n}|a_{p}|^{2}}}{\sqrt {\sum _{p=0}^{n}|b_{p}|^{2}}}.}

### Variante
Une variante avec les sommes remplacées par des intégrales :
Hilbert (4) — Soient {\displaystyle f,g\colon [0,\infty )\to [0,\infty )} deux fonctions non identiquement nulles, et soient {\displaystyle p,q} des nombres réels avec {\displaystyle {\tfrac {1}{p}}+{\tfrac {1}{q}}=1}. Alors 
{\displaystyle \int _{0}^{\infty }\int _{0}^{\infty }{\frac {f(x)g(y)}{x+y}}\,\mathrm {d} x\,\mathrm {d} y<{\frac {\pi }{\sin \left({\frac {\pi }{p}}\right)}}\cdot \left(\int _{0}^{\infty }{f^{p}(x)}\,\mathrm {d} x\right)^{\frac {1}{p}}\cdot \left(\int _{0}^{\infty }{g^{q}(x)}\,\mathrm {d} x\right)^{\frac {1}{q}}}